# Crveni Breg (Bela Palanka)
Pour les articles homonymes, voir Crveni Breg.
Crveni Breg (en serbe cyrillique : Црвени Брег) est un village de Serbie situé dans la municipalité de Bela Palanka, district de Pirot. Au recensement de 2011, il comptait 25 habitants.
Crveni Breg est situé sur la route européenne E80.

## Démographie
| 1948 | 1953 | 1961 | 1971 | 1981 | 1991 | 2002 | 2011 |
| ---- | ---- | ---- | ---- | ---- | ---- | ---- | ---- |
| 447  | 408  | 423  | 428  | 460  | 405  | 371  | 25   |

|  |